# Lisbet Jobs

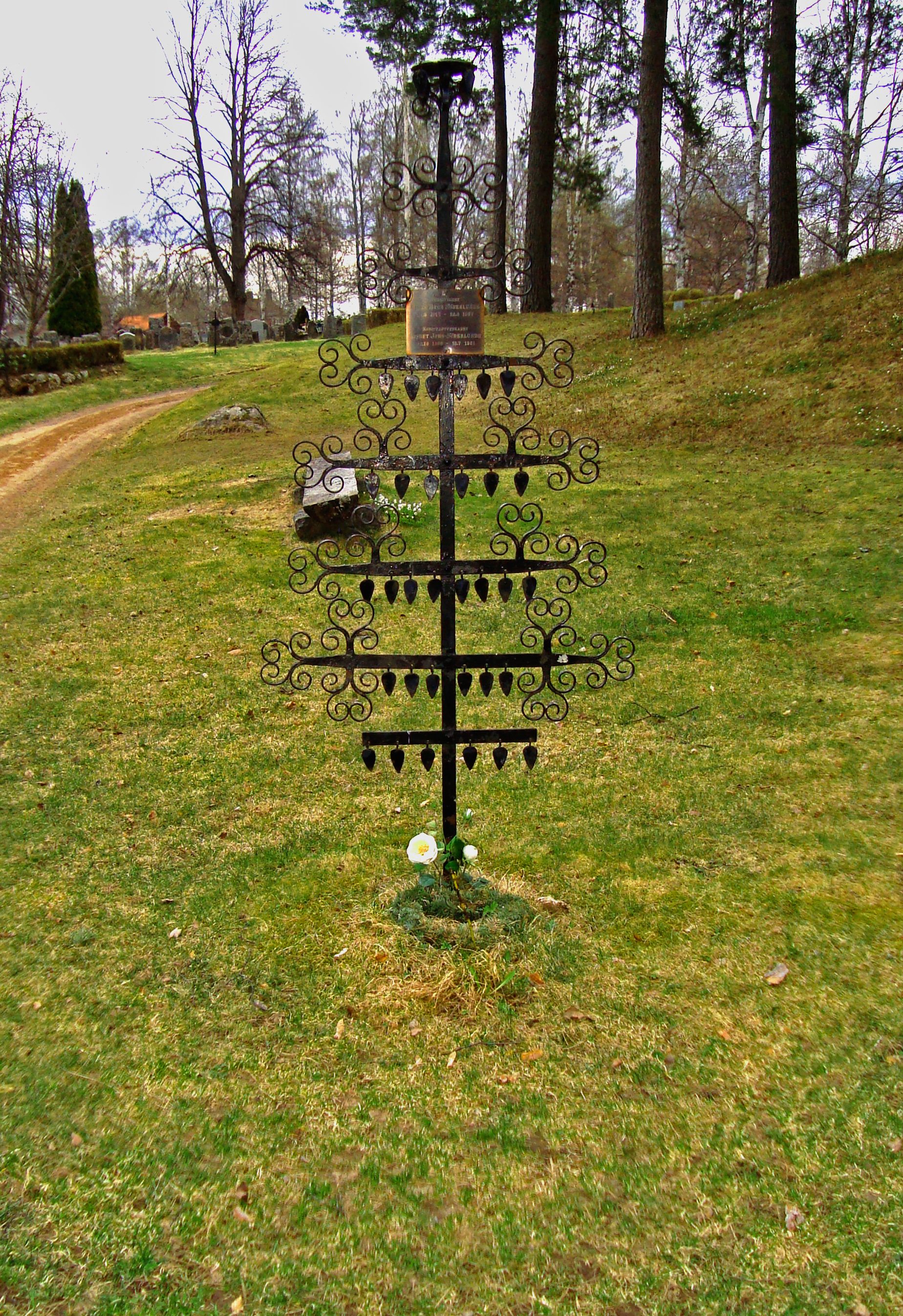
Lisbet Jobs och Lille Bror Söderlundhs grav på Leksands kyrkogård

Lisbet Fridkulla Jobs, född 30 oktober 1909 i Stora Kopparbergs socken, död 18 juli 1961 i Västanvik i Leksands socken, var en svensk keramiker och textilkonstnär. Hon var dotter till Anders Jobs och Elisabet Wisén-Jobs samt syster till Lisskulla Jobs, Gocken Jobs, Peer Jobs, Gitt Jobs och Mait Jobs. Hon är numera särskilt känd för sina färgstarka textilier med blomster-, natur- och barnmotiv med namn som Aurora, Fågelbo, Preciosa, Sommarbarn och Lek samt bonader som Och desse rosor för dig de blomma och Duvor.

## Biografi
Lisbet Jobs studerade vid Tekniska skolan i Stockholm 1925–1930. Som första kvinna öppnade hon 1931 en egen keramisk verkstad i Stockholm, där också systern Gocken Jobs från 1935 kom att ha sin verksamhet. Systrarna följdes åt i hela sin konstnärliga gärning och ligger varandra formmässigt så nära att de kan vara svåra att skilja åt. Namnet Jobs har för många blivit synonymt med systrarnas rikt blommande mönster. 
1934 öppnade Lisbet Jobs butiken Jobs keramik och textil på Norrlandsgatan 17 i Stockholm. Året därpå fick hon sitt konstnärliga genombrott som keramiker med en utställning på Galerie Moderne. Deltagandet i världsutställningen i Paris 1937 blev en stor framgång liksom i världsutställningen i New York 1939. I samband med denna gav tidskriften Arts and decoration följande omdöme om Lisbet Jobs: "She is recognized today as one of the best modern potters in the world". Lisbet Jobs keramik finns idag representerad på bland annat Nationalmuseum i Stockholm och Röhsska museet i Göteborg. Keramiken kan också ses i originalinredningen på Tössebageriet på Karlavägen 77 i Stockholm och i trappuppgången på Hantverkargatan 7 i Stockholm. I HSB-huset Fleminggatan 41 har Lisbet Jobs tillsammans med systern Gocken skapat en stor kakelvägg om 600 plattor med inspiration från den svenska floran.   
Under kriget var tillgången på glasyr begränsad och det keramiska arbetet bedrevs mer sporadiskt. På initiativ av Astrid Sampe, chef för NK:s textilkammare, började systrarna överföra sina blomstermotiv från keramik till tyg. Mönstren för textil trycktes av NK:s textilkammare men också av brodern Peer Jobs (1913–1989) som först skurit i linoleum efter systrarnas förlagor och sedan startat Jobs Handtryck i Västanvik, Leksand.
Lisbet Jobs flyttade över de karaktäristiska blommotiven till den textila ytan, där de kunde breda ut sig på ett sätt som gav en ny dimension av storslagenhet. Hon låg rätt i tiden både med sina småmönster och med de mera monumentala blomsterstyckena. Hennes textildesign och keramik lanserades i stor skala tillsammans med systern Gocken Jobs verk och maken (från 1939) Lille Bror Söderlundhs musik på NK i utställningen När skönheten kom till byn 1945. Utställningen bar namn efter Nils Ferlins dikt, tonsatt av Söderlundh.
Totalt ritade Lisbet Jobs ett 40-tal mönster för textil metervara. Därtill kommer ett antal mönster för tavlor, schaletter, dukar, näsdukar, bonader och tabletter. Ett urval av hennes konstnärliga kvarlåtenskap finns sedan 2009 i Nationalmuseums arkiv.
Det allmänt använda uttrycket Jobstryck som från början syftade på mönster formgivna av Lisbet Jobs eller Gocken Jobs har blivit var mans egendom – till den milda grad att det uppfattas som kategorinamn snarare än härrörande till enskilda konstnärskap.